# Juan d'Ors
Juan d'Ors est né à Madrid, en Espagne, le 8 décembre 1957. Petit-fils du philosophe et critique d’art Eugenio d'Ors  et fils de Juan Pablo d’Ors, médecin  humaniste, et de María Luisa Fuhrer, philologue, il est chanteur, musicien, acteur, écrivain et producteur, ainsi que divulgateur de Tintin.

## Biographie
Il collabora en avril 1984 avec la revue de la postmodernité La Luna de Madrid, en publiant un manifeste éthique/esthétique sur le mouvement de la “ligne claire”, le style Tintin. Son texte provoqua une polémique anticipant la nouvelle polémique qui surgirait en octobre de cette même année à l’occasion de l’exposition "Le Musée Imaginaire de Tintin" organisée par la Fondation Joan-Miró  de Barcelone.
Ses romans Belisa y el explorador de almas et No podrás ser feliz furent choisis consécutivement pour la dernière votation des Prix Planeta de 1984 et 1985, bien qu'il ne les publia point. On peut dire que la majeure partie de son œuvre narrative, écrite entre l'enfance et son mariage, et abondante et continue, est pratiquement inédite.
En 1985 il commença à travailler comme acteur de doublage. En 1988 il publia son essai Tintín, Hergé… y los demás,, texte considéré de nos jours comme précurseur et une des meilleures synthèses écrites sur le travail narratif et esthétique du maître belge, livre réédité en 1989.
Il se maria en 1990 avec Mónica Rabasa, avec qui il eut son unique fils, Jorge.
En 1991 il commença à diriger des versions espagnoles de doublage, et participa comme chanteur, et ainsi comme acteur, de séries et films en années successives.
Sa traduction de Pour un oui ou pour un non – œuvre téatrale de la française Nathalie Sarraute – fut publiée en 1994 et saluée par des critiques spécialisés comme Lorenzo López Sancho, dans le journal ABC. Ce fut la première version espagnole du texte, et connut des années plus tard une adaptation à l'espagnol mexicain dans ce pays, édition enrichie avec des notes du propre Juan d'Ors.
En 1999 il se sépara de sa femme.
En 2003, après différents précédents d'années antérieures, il se consacra comme chanteur, rompant le maléfice que son père (décédé en 1995) avait lancé contre cette là sa principale vocation.
Il s'entoura peu à peu des musiciens dont il eut besoin à chaque moment et dépendant de sa propre évolution musicale: Olivier Chauzu, Adán Latonda, Gonzalo Rabasa, Jordi Pinyol, Albert Anguela, Félix Arribas, Daniel García, Costanzo Laini, Donato Goyeneche, Tomás Álvarez… entre autres. Il essaya avec eux de déployer toute sa sensibilité et imagination et en utilisant toutes sortes de stratégies de promotion.
Il réalisa durant deux ans un considérable travail musical, produisant, adaptant et transformant plus de trente chansons d'autrui, avec pour blocs principaux intitulés “Tiempos” et “Latidos”,. Presque simultanément il enregistra (toujours à partir de sa propre voix) plus de quarante pièces instrumentales propres – “Tic - tac; bom - bom” –, qu'il espère, dit-il, pouvoir étrenner dans les années à venir avec un orchestre de chambre.
Sans abandonner ses activités littéraires et d'acteur , Juan d'Ors est centré actuellement sur la musique, en tant que chanteur, compositeur, arrangeur et producteur. Il est accompagné presque toujours par une bande de six musiciens polyvalents et interchangeables.
Ses intérêts actuels se focalisent sur le vidéoclip,,,,: les deux premiers, avec le réalisateur Javier Cano; le troisième avec le photographe Ignacio Cerezo; le quatrième, un jingle ou bande son, avec la société Posovisual; et sur la future constitution d'un espace permanent de culture vive quelque part en Espagne.
2014 est une année active pour Juan d'Ors. En juin il réalise l'enregistrement de trente deux versions libres de The Beatles dans la salle de concert Galileo Galilei de Madrid, avec un son très pur et en format acoustique et minimaliste, à la manière d'un auteur-compositeur-interprète, prenant soin de la dynamique. Accompagné par Diana Valencia, Daniel Saavedra, Javier Simón et William Carreazo, la vidéo peut être consultée en deux parties sur sa chaîne. En septembre il publie le making-of et le vidéoclip, de Flamenco, son cinquième ouvrage, un hommage personnel au cinquantième anniversaire de Los Brincos. Tourné à Cadiz en compagnie de plusieurs groupes de sketchers ou dessinateurs urbains, le film possède une page Facebook officielle et sera présenté au concours Musiclip Festival (Barcelone/Bogota) en 2015.

## Œuvres

### Musique
Discographie / Enregistrements:
- Trovadores de silencios (Livre / Disque. Calambur, 2010)
- Un chant de Noël (Livre audio. Karonte-Nuba Records, 2006)

Vidéoclips
- Flamenco (Un videoclip de Juan d'Ors) (septembre 2014)
- Pasado [El videoclip] (juin 2013)
- Tiempos [El videoclip] (juillet 2011)
- Eleanor Rigby (décembre 2010)
- Himno a Venus (mars 2010)

Principales performances:
- Juan d'Ors canta Beatles (2012-2014)[26]
- Tiempos – Una suite de canciones (2009 - 2011)[27]
- Juan d'Ors canta a  Lluís Llach  (2004 - 2007).

### Littérature
- Monólogos (Revue “El Invisible Anillo” nº 2, décembre 2006).
- Por un sí o por un no (Traduction du livre de Nathalie Sarraute. Publicaciones de la ADE, Madrid, 1994. Et Ediciones El Milagro, México DF, 2000).
- Tintín, Hergé... y los demás (Essai. Ediciones Libertarias, 1988 et 1989).
- No podrás ser feliz (Dernière votation Prix Planeta 1985; roman inédit).
- Belisa y el explorador de almas (Dernière votation Prix Planeta 1984; roman inédit).

### Doublages
- B. D. Wong dans, entre autres, la série New York, unité spéciale et le film Diversion
- Lou Reed dans 'Si loin, si proche', de Wim Wenders
- Robert Wagner
- Andrew McCarthy
- Rob Schneider
- Timothy Spall
- Antonio Fargas
- Lou Diamond Phillips
- Tintin (dans ‘Les Aventures de Tintin’)
- Ray (dans ‘SOS Fantômes’)
- Tom (dans ‘Nicolás’)
- Raticus (dans ‘Collège Rhino Véloce’)
- Koji (dans‘ Medabots’)
- Kiba (dans‘ Naruto’)
- Fish Eye (‘Sailor Moon Super S’)
- Jesse (dans ‘Bakugan’)
- Father (dans ‘Monstres en série’)
- Darwin (dans ‘La Famille Delajungle’)
- Jésucrist et Hitler (dans ‘Les Griffin’)
- Matt Groening (dans ‘Les Simpson’)
- Pesadillo (dans ‘SamSam’)

### Directeur - adaptateur - chanteur - directeur musical
- The Minimighty Kids (Adaptation, direction et chanson-titre)
- Piezas (Canal+)
- Parejas Y ladrones
- Student body
- La única verdad
- Life Is Sweet (de Mike Leigh)
- Le Songe d'une nuit d'été (œuvre célèbre de William Shakespeare produite par la BBC).
- Les Aventures de Tintin
- Duckman
- Santo Bugito